# إسرائيليات
الإسرائيليات جمع مؤنث سالم لكلمة (إسرائيلية) وهي صفة لكل رواية أو حادثة نُقلت من بني إسرائيل وهم اليهود، وتشمل كلمة (إسرائيلية) أيضاً ما نُقلَ من الإنجيل. في علم الحديث ، أصل الكلمة يعود إلى أعراف وتقاليد (اليهودية - المسيحية) وأيضًا من النبي محمد. الإسرائيليات غالبًا ليس لها قصص مفسّرة في الكتاب المقدس. وفي اليهودية (מדרש وتنطق Midrash وتعني يدرس) وهي أن تعطي معلومات أكثر أو تفسيرات حول الأحداث والقصص التي حدثت عن طريق شخص في النصوص اليهودية. وأغلبها تكون محرفة وغير صحيحة.

## الإسرائيليات فيالحديث النبوي
كان لليهود ثقافة دينية تعتمد أول ماتعتمد على التوراة، وكان للنصارى ثقافة دينية تعتمد في الغالب على الإنجيل وحينما دخل كثير من أهل الكتاب في الإسلام، حملوا معهم ثقافتهم الدينية من الأخبار والقصص الدينية، وكان هؤلاء حينما يقرؤون قصص القرآن، يذكرون التفصيلات الواردة في التوراة والإنجيل، وتلك الأخبار التي تحدث بها أهل الكتاب يطلق عليها اسم الإسرائيليات.
روي عن جابر بن عبد الله في  البداية والنهاية: 
| إسرائيليات | أن عمر بن الخطاب أتى النبي بكتاب أصابه من بعض أهل الكتاب فقرأه على النبي قال فغضب وقال أمتهوكون فيها يا ابن الخطاب، والذي نفسي بيده لقد جئتكم بها بيضاء نقية لا تسألوهم عن شيء فيخبروكم بحق فتكذِّبوا به، أو بباطل فتصدقوا به، والذي نفسي بيده، لو أن موسى -- كان حيا ما وسعه إلا أن يتبعني أخرجه الإمام أحمد في المسند. | إسرائيليات |

## كلامابن كثيرفي مقدمةتفسيرهعن الأحاديث الإسرائيلية
غالب ما يرويه إسماعيل بن عبد الرحمن السدي الكبير في تفسيره عن هذين الرجلين ابن مسعود وابن عباس ولكن في بعض الأحيان ينقل عنه ما يحكونه من أقاويل أهل الكتاب التي أباحها رسول الله صلى الله عليه وسلم حيث قال
روي عن عبد الله بن عمرو أن رسول اللّه ﷺ قال: 
| إسرائيليات | بلغوا عني ولو آية وحدثوا عن بني إسرائيل ولا حرج، ومن كذب علي متعمدا فليتبوأ مقعده من النار | إسرائيليات |

```
رواه البخاري عن عبد الله بن عمرو ولهذا كان عبد الله بن عمرو رضي الله عنهما قد أصاب يوم اليرموك زاملتين من كتب أهل الكتاب، فكان يحدث منهما بما فهمه من هذا الحديث من الإذن في ذلك.
```

ولكن هذه الأحاديث الإسرائيلية تذكر للاستشهاد لا للاعتضاد فانها على ثلاثة أقسام:
- (أحدها) ما علمنا صحته مما بأيدينا مما يشهد له بالصدق فذالك صحيح.
- (الثاني) ما علمنا كذبه مما عندنا مما يخالفه.
- (الثالث) ما هو مسكوت عنه لا من هذا القبيل ولا من هذا القبيل فلا نؤمن به ولا نكذبه ويجوز حكايته لما تقدم، وغالب ذلك مما لا فائدة فيه تعود إلى أمر ديني. ولهذا يختلف علماء أهل الكتاب في هذا كثيرا. ويأتي عن المفسرين خلاف بسبب ذلك، كما يذكرون في مثل هذا أسماء أصحاب الكهف، ولون كلبهم، وعددهم. وعصا موسى من أي الشجر كانت. وأسماء الطيور التي أحياها الله لإبراهيم، وتعيين البعض الذي ضرب به القتيل من البقرة، ونوع الشجرة التي كلم الله من جهتها موسى، إلى غير ذلك مما أبهمه الله تعالى في القرآن مما لا فائدة في تعيينه تعود على المكلفين في دينهم ولا دنياهم.ولكن نقل الخلاف عنهم في ذلك جائز.

## أثر الإسرائيليات فيالتفسير
كان للإسرائيليات أثرا سيّئا على علم التفسير؛ لأن الأمر لم يقف على ما كان في عهد الصحابة، بل زاد ودخل فيه النوع الخيالي المخترع. فوضعوا الشوك في طريق المفسر، إذ أنه أصبح يشك فيها جميعاً لاعتقاده أن الكل من واد واحد.
وتنقسم الإسرائيليات إلى ثلاث أقسام:
1. الأول: ما يُعلَم صحته بالنقل عن النبي وهو صحيح مقبول. وكذا إذا كان له شاهد من الشرع يؤيده.
2. الثاني: ما يُعلَم كَذِبه فلا يصح قبوله ولا روايته.
3. الثالث: مسكوت عنه لا هو من الأول ولا من الثاني، فلا نؤمن به ولا نكذّبه، وتجوز حكايته للحديث: (لا تصدِّقوا أهل الكتاب ولا تُكذِّبوهم، وقولوا آمنا بالله وما أنزل إلينا). وهذا القسم غالبه مما لا فائدة فيه تعود إلى أمر ديني.

### موقف المفسر إزاء الإسرائيليات
يجب أن يكون المفسر يقظاً جداً ليستخلص ما يوافق العقل ويتقيَّد بمقدار الضرورة. ويجب أن لا يرتكب النقل عن أهل الكتاب إذ وجد في سنة النبي بياناً للقرآن، ويجوز أن يذكر خلاف المتقدمين بشرط أن لا يطلقه بل يُنبّه على الصحيح ويزيف غيره، لئلا يُوقِع القُرّاء في الاضطراب، على أن من الخير للمفسّر الأعراض عن هذه الإسرائيليات، وأن يُمْسِك عمّا لا طائل تحته مما يعد صارفاً عن القرآن وشاغلاً عن التدبر في حكمته وأحكامه.

### أشهر الرواة للإسرائيليات
من أشهر الرواة للإسرائيليات:
1. كعب الأحبار (ت 32 هـ).
2. عبد الله بن سلام (ت 43 هـ).
3. وهب بن منبه (ت 114 هـ).
4. عبد الملك بن عبد العزيز بن جريج (ت 150 هـ).